# Baldassare Castiglione
Pour les articles homonymes, voir Castiglione.
Baldassare Castiglione, aussi appelé Baldassarre, Baldesar ou Baldassar, comte de Novilara, né le 6 décembre 1478 à Casatico, dans le marquisat de Mantoue et mort le 8 février 1529  à Tolède, en Espagne, est un écrivain et diplomate italien de la Renaissance. Il reste connu pour avoir écrit Le Livre du courtisan, manuel de savoir-vivre qui connut un succès important à sa parution.

## Biographie

Il Cortigiano, "Del Conte Baldessar Castiglione, novamente stampato et con somma diligentia revisto con la sua tavola di novo aggiunta. Con priuilegio. In Vinegia (Venise), appresso Gabriel Giolito de Ferrari MDXLIX" (1549)

Baldassare Castiglione est né à Casatico, province de Mantoue, en Italie, dans une ancienne famille lombarde ayant émigré à Mantoue à l'époque du marquis Ludovic Gonzague, un parent de Luigia Gonzague (it), la mère de Castiglione. À Casatico, son lieu natal, il y a encore la Corte Castiglioni, le palais de la famille Castiglione, symbole du marquisat de la famille sur ces territoires, et résidence où Baldassarre Castiglione est né et a vécu ses premières années.
Il fait des études classiques à Venise et à Milan, où il est l'élève de Merula et de Calcondila. Il fait partie de la cour de Ludovic le More et à la mort de celui-ci, il rejoint la cour des Gonzague à Mantoue. En 1495, son père meurt et Baldassare lui succède dans ses fonctions de chef de famille, il accompagne ainsi le marquis lors de l'arrivée de Louis XII à Milan. Pour le service de Gonzague, il part à Rome rencontrer Guidobaldo Ier de Montefeltro, duc d'Urbin, dont il rejoint la cour en 1504.
Urbino est alors la cour la plus brillante et la plus raffinée d'Italie, un carrefour culturel dirigé par la duchesse Elisabetta Gonzague et sa belle-sœur Maria Emilia Pia avec parmi les invités permanents Pietro Bembo ou Michel-Ange, ainsi que de nombreux hommes de lettres. Les invités ont pour habitude d'organiser à la cour des compétitions intellectuelles produisant ainsi une riche activité littéraire et culturelle.
En 1506, Castiglione écrit et interprète avec Cosimo Gonzague, son églogue Tirsi dans lequel de façon voilée, il dépeint la vie de la cour d'Urbino. L'œuvre contient des résonances de poésie ancienne et contemporaine, avec des rappels à Virgile, Poliziano ou Sannazzaro. Il fut ambassadeur du duc d'Urbin auprès d'Henri VIII d'Angleterre, roi d'Angleterre.
François Marie Ier della Rovere succède à Guidobaldo à la mort de ce dernier, et Castiglione demeure à sa cour, et, avec lui, prend part à l'expédition contre Venise menée par le pape Jules II, ce qui lui vaut d'obtenir le comté de Novilara, près de Pesaro. Quand le pape Léon X est élu, Castiglione est envoyé à Rome comme ambassadeur d'Urbino. Il y devient l'ami d'artistes et d'écrivains, notamment de Raphaël, qui a peint son portrait, conservé aujourd'hui au musée du Louvre.
En 1516, Castiglione retourne à Mantoue, où il se marie avec Ippolita Torelli (it), descendante d'une famille noble. Il lui avait écrit deux lettres passionnées, lui exprimant ses sentiments profonds, mais celle-ci devait mourir quatre ans plus tard, alors que son époux se trouvait à Rome, en qualité d'ambassadeur du duc de Mantoue. En 1521, le pape Léon X lui accorda la tonsure et Castiglione commença une carrière ecclésiastique. C'est à cette époque qu'il met en relation le peintre et architecte Jules Romain avec le duc de Mantoue, celui-ci cherchant à embellir sa ville et à se faire construire un palais.
En 1524, le pape Clément VII l'envoie à Madrid en qualité de nonce apostolique (ambassadeur du Saint-Siège), il suit l'empereur Charles V à Tolède, Séville et Grenade. En mai 1527 les Impériaux envahissent et mettent Rome à sac ; le pape reprochera à Castiglione de ne pas l'avoir prévenu des intentions de Charles Quint. Castiglione enverra une lettre au pape, datée du 10 décembre 1527, soulignant que le saccage était motivé par l'ambiguïté et les contradictions de la politique du pape.
Contre toute attente, il reçut des excuses du pape (si heureux du courrier qu'il donna à son porteur, Domenico Pastorello, un évêché), et les honneurs de l'empereur. De nos jours, Baldassare Castiglione n'est plus perçu comme responsable du sac de Rome, car il semble qu'il ait joué honnêtement son rôle en Espagne. Ainsi, le bruit que Castiglione soit décédé à la suite des remords qu'il aurait pu éprouver est infondé, il est mort des suites d'une épidémie de peste.
En 1528, l'année précédant sa mort, son livre le plus célèbre, Le Livre du courtisan, est publié à Venise. Rédigé en « langue vulgaire », commune aux élites des cours italiennes, et non pas en latin, il décrit la cour d'Urbino, au temps du duc Guidobaldo Ier de Montefeltro, et son courtisan idéal, au travers de dialogues philosophiques et culturels qui lui ont été rapportés alors qu'il se trouvait en Angleterre. Son livre est traduit en français dès 1537, puis en espagnol, en anglais, en allemand et en latin. Ce livre deviendra vite un manuel de savoir-vivre dans les cours européennes.
Cette œuvre prône la courtoisie et les valeurs sociales que l'homme civilisé se doit d'avoir. Il s'inspire alors du célèbre proverbe de Platon : « Omnia vincit politus » qui renvoyait initialement à l'utilité de l'éducation.
Ses œuvres mineures sont moins connues mais intéressantes. Les sonnets d'amour et les quatre Amorose canzoni content son amour platonique pour Elisabetta Gonzaga dans un style qui rappelle Pétrarque. Les pré-romantiques puiseront leur inspiration dans son sonnet Superbi colli e voi, sacre ruine. Ses poésies latines sont remarquables, comme l'élégie De morte Raphællis pictoris à la mort de Raphaël, et une autre, où il imagine sa propre mort. Son intéressante correspondance dépeint non seulement l'homme et sa personnalité, mais aussi les gens célèbres qu'il a rencontrés et fréquentés, lors de son activité diplomatique.
Castiglione fut un grand connaisseur de chevaux et d'art équestre. Eleveur lui-même de chevaux, il s'occupa pour le compte du duc de Mantoue, Frédéric II Gonzague, de suivre les coursiers pendant le palio dont il donnait des relations détaillées dans ses lettres au duc.
Baldassare Castiglione meurt à Tolède en 1529. Giulio Romano dessine la chapelle destinée à accueillir son tombeau en l'église Santa Maria delle Grazie à Curtatone, près de Mantoue.